# ときの旅路 〜REXのテーマ〜
「ときの旅路 〜REXのテーマ〜」（ときのたびじ レックスのテーマ）は米米CLUBの15枚目のシングル。
1993年5月21日発売。発売元はSony Records。

## 概要
前作「ORION」以来5ヶ月振りの新作。本作を皮切りに1993年の活動を開始。表題曲は安達祐実主演映画『REX 恐竜物語』の主題歌に起用。副題は同映画のタイアップであることを示している。アルバム『Phi』収録時は副題が省略された。

## 収録曲
全作詞・作曲:米米CLUB
1. ときの旅路
編曲:三沢またろう
角川映画『REX 恐竜物語』主題歌。曲中にオカリナを使用しており、演奏しているのは、オカリナ奏者の宗次郎である。95年のライブツアー『OPERA BLUE』を最後に長らくライブ演奏されなくなっていたが23年のライブツアー『WILD SOUL CARNIVAL』にて28年ぶりに演奏された。
2. GOOD NIGHT
編曲:金子隆博
角川映画『REX 恐竜物語』挿入歌。同映画主演の安達祐実も自らの歌唱でCDをリリースしている。

## 収録アルバム
- Phi (#1)
- HARVEST SINGLES 1992-1997 (#1)
- LAST BEST 〜豊作参舞〜(#1)